# Tossal Gros (Juncosa)
El Tossal Gros és una muntanya de 612 metres que es troba al municipi de Juncosa, a la comarca catalana de les Garrigues.